# Хартія Україна — НАТО
Хартія про особливе партнерство між Україною та Організацією Північно-Атлантичного договору — один з основоположних документів у відносинах України з НАТО, угода, підписана Президентом України Леонідом Кучмою, Генеральним секретарем НАТО Хав'єром Соланою та лідерами 16 країн-членів НАТО 9 липня 1997 під час Мадридського саміту. Документ регулює відносини України з НАТО та визначає політичні зобов'язання сторін на найвищому рівні і необхідність розвивати відносини особливого та ефективного партнерства з метою сприяння більшій стабільності і просуванню спільних демократичних цінностей у Центрально-Східній Європі. До моменту підписання хартії Україна мала змогу співпрацювати з НАТО лише у рамках Ради євроатлантичного партнерства і програми «Партнерство заради миру». Документ складається з 5 розділів та 19 статей.
На виконання Хартії 10 жовтня 1997 створено Комісію Україна — НАТО, що стала органом прийняття рішень, відповідальним за розвиток відносин між Північноатлантичним альянсом і Україною та скерування спільної діяльності. Документ не підлягав ратифікації Верховною Радою відповідно до закону про міжнародні договори України, адже не містив правових зобов'язань .

## Основні положення
Розділ І «Розбудова розширених та поглиблених відносин між Україною та НАТО» підкреслює глибоку трансформацію організації Північноатлантичного договору, що відбулася наприкінці «холодної війни», її тривалу адаптацію до нових реалій євроатлантичної безпеки, які включають нові завдання в галузі миротворчих операцій, здійснюваних за повноваженнями Ради Безпеки ООН або за відповідальністю ОБСЄ.
В розділі II «Принципи розвитку відносин між Україною та НАТО» Україна і НАТО підтверджують свої зобов'язання щодо визнання, що безпека всіх держав у регіоні ОБСЄ є неподільною, що жодна країна не повинна будувати свою безпеку за рахунок безпеки іншої та не може розглядати жодну частину регіону ОБСЄ як сферу свого впливу; утримування від загрози силою або використання сили проти будь-якої держави будь-яким чином, несумісним з принципами Статуту ООН або Гельсінського Заключного акта 1975; визнання невід'ємного права всіх держав вільно обирати та застосовувати власні засоби забезпечення безпеки; поважання суверенітету, територіальної цілісності та політичної незалежності усіх інших держав, непорушність кордонів і розвиток добросусідських відносин тощо.
У розділі III «Сфери консультацій та/або співробітництва між Україною та НАТО» серед таких сфер називаються: політичні питання, що стосуються євроатлантичної безпеки та стабільності; запобігання конфліктам, управління кризами, підтримання миру, врегулювання конфліктів та гуманітарних операцій; політичні та оборонні аспекти нерозповсюдження ядерної, біологічної та хімічної зброї; контроль над озброєнням та роззброєнням; експорт озброєнь і передача сукупних технологій; боротьба з контрабандою наркотиків і тероризмом.
Розділ IV «Практичні механізми для консультацій та співробітництва між Україною і НАТО» передбачає проведення регулярних зустрічі між Україною та НАТО на рівні Північноатлантичної ради, взаємні візити високого рівня, механізми військового співробітництва, утворення військової місії зв'язку України при штаб-квартирі НАТО.
В розділі V «Співробітництво заради більш стабільної Європи» задекларовано утворення кризового консультативного комітету для випадіків, коли Україна вбачатиме пряму загрозу своїй територіальній цілісності, незалежності або безпеці.
21 серпня 2009 було підписано Декларацію про доповнення Хартії. В ній конкретизувалась роль Комісії НАТО-Україна, що мала тепер відігравати провідну роль у:
- контролі за процесом, початок якому було покладено на Бухарестському саміті НАТО;
- поглибленні постійного політичного діалогу та співробітництва між НАТО та Україною на всіх необхідних рівнях;
- сприянні зусиллям України, спрямованим на продовження політичних, економічних та оборонних реформ у контексті її євроатлантичних прагнень, метою яких є членство в НАТО, концентруючи увагу на ключових демократичних та інституційних перетвореннях.

Також під егідою Комісії НАТО-Україна було задекларовано розроблення Річних національних програм.

## Підписанти
Окрім Президента України та Генерального секретаря НАТО, Хартію підписали:
- Королівство Бельгія
- Королівство Данія
- Федеративна Республіка Німеччина
- Грецька Республіка
- Республіка Ісландія
- Велике Герцогство Люксембург
- Королівство Норвегія
- Королівство Іспанія
- Французька Республіка
- Канада
- Італійська Республіка
- Королівство Нідерланди
- Португальська Республіка
- Турецька Республіка
- Сполучене Королівство Великої Британії і Північної Ірландії
- Сполучені Штати Америки